# Nationalsozialistische Turngemeinde Brüx
Il Nationalsozialistische Turngemeinde Brüx, meglio conosciuto come NSTG Brüx, è stata una società di calcio tedesca attiva negli anni '40, con sede a Brüx.

## Storia
La città di Most, come tutto il Sudetenland, passò dalla Cecoslovacchia alla Germania a seguito degli accordi di Monaco, assumendo il nome tedesco di Brüx.
Il Nationalsozialistische Turngemeinde Brüx nacque nel 1939 dalla fusione di vari sodalizi germanici, come il Deutsche Sport-Brüder Brüx ed il Schwalbe Brüx. La squadra venne iscritta alla Gauliga Sudetenland, raggiungendo la fase nazionale del campionato tedesco nella stagione 1943-1944, da cui furono eliminati al primo turno dal Norimberga.
Nel 1943 partecipò alla Tschammerpokal, da cui furono eliminati al primo turno dai futuri vincitori del First Vienna.
Il club scomparve definitivamente alla fine della seconda guerra mondiale, non essendo più ammesse per ragioni politiche associazioni "tedesche" in Cecoslovacchia.